# Canottaggio ai XVI Giochi paralimpici estivi - Singolo femminile
Le gare di canottaggio singolo femminile ai XVI Giochi paralimpici estivi si sono svolte dal 27 al 29 agosto 2021 presso il Sea Forest Waterway. Alla competizione hanno partecipato 12 atlete provenienti da altrettanti Paesi. 

## Risultati
Tutti i tempi sono espressi in minuti.

### Batterie
Entrambe le batterie sono state disputate il 27 agosto 2021. La prima classificata di ciascuna batteria ha avuto accesso alla finale A, le altre hanno disputato una gara di ripescaggio ciascuna.

#### Batteria 1
| Pos. | Atleta           | Nazione       | Tempo    | Note |
| ---- | ---------------- | ------------- | -------- | ---- |
| 1    | Birgit Skarstein | Norvegia      | 11:11,00 | FA   |
| 2    | Nathalie Benoit  | Francia       | 11:41,75 | R    |
| 3    | Kim Se-jeong     | Corea del Sud | 12:19,02 | R    |
| 4    | Cláudia Sabino   | Brasile       | 12:28,11 | R    |
| 5    | Liudmila Vauchok | Bielorussia   | 13:26,45 | R    |
| 6    | Hallie Smith     | Stati Uniti   | 13:42,87 | R    |

#### Batteria 2
| Pos. | Atleta               | Nazione   | Tempo    | Note |
| ---- | -------------------- | --------- | -------- | ---- |
| 1    | Anna Sheremet        | Ucraina   | 11:39,70 | FA   |
| 2    | Sylvia Pille-Steppat | Germania  | 11:53,54 | R    |
| 3    | Brenda Sardón        | Argentina | 13:09,17 | R    |
| 4    | Asiya Mohamed Sururu | Kenya     | 13:45,50 | R    |
| 5    | Tomomi Ichikawa      | Giappone  | 13:50,29 | R    |
| 6    | Moran Samuel         | Israele   | –        | R    |

### Ripescaggi
Entrambe le gare si sono svolte il 28 agosto 2021. Le prime due classificate di ciascun ripescaggio hanno avuto accesso alla finale A, le altre alla finale B.

#### Ripescaggio 1
| Pos. | Atleta          | Nazione     | Tempo    | Note |
| ---- | --------------- | ----------- | -------- | ---- |
| 1    | Nathalie Benoit | Francia     | 10:56,23 | FA   |
| 2    | Cláudia Sabino  | Brasile     | 11:25,50 | FA   |
| 3    | Brenda Sardón   | Argentina   | 12:01,15 | FB   |
| 4    | Hallie Smith    | Stati Uniti | 12:13,12 | FB   |
| 5    | Tomomi Ichikawa | Giappone    | 12:41,10 | FB   |

#### Ripescaggio 2
| Pos. | Atleta               | Nazione       | Tempo    | Note |
| ---- | -------------------- | ------------- | -------- | ---- |
| 1    | Moran Samuel         | Israele       | 10:33,34 | FA   |
| 2    | Sylvia Pille-Steppat | Germania      | 10:49,78 | FA   |
| 3    | Kim Se-jeong         | Corea del Sud | 11:04,59 | FB   |
| 4    | Liudmila Vauchok     | Bielorussia   | 12:20,24 | FB   |
| 5    | Asiya Mohamed Sururu | Kenya         | 13:14,26 | FB   |

### Finali
Le gare sono state disputate il 29 agosto 2021.

#### Finale A
| Pos.    | Atleta               | Nazione  | Tempo    | Note |
| ------- | -------------------- | -------- | -------- | ---- |
| Oro     | Birgit Skarstein     | Norvegia | 10:56,88 |      |
| Argento | Moran Samuel         | Israele  | 11:18,39 |      |
| Bronzo  | Nathalie Benoit      | Francia  | 11:28,44 |      |
| 4       | Anna Sheremet        | Ucraina  | 11:48,10 |      |
| 5       | Sylvia Pille-Steppat | Germania | 12:02,47 |      |
| 6       | Cláudia Sabino       | Brasile  | 12:57,80 |      |

#### Finale B
| Pos. | Atleta               | Nazione       | Tempo    | Note |
| ---- | -------------------- | ------------- | -------- | ---- |
| 7    | Kim Se-jeong         | Corea del Sud | 12:18,83 |      |
| 8    | Brenda Sardón        | Argentina     | 13:14,45 |      |
| 9    | Liudmila Vauchok     | Bielorussia   | 13:31,36 |      |
| 10   | Hallie Smith         | Stati Uniti   | 13:55,87 |      |
| 11   | Tomomi Ichikawa      | Giappone      | 14:14,59 |      |
| 12   | Asiya Mohamed Sururu | Kenya         | 14:27,48 |      |